# Gillis Hooftman

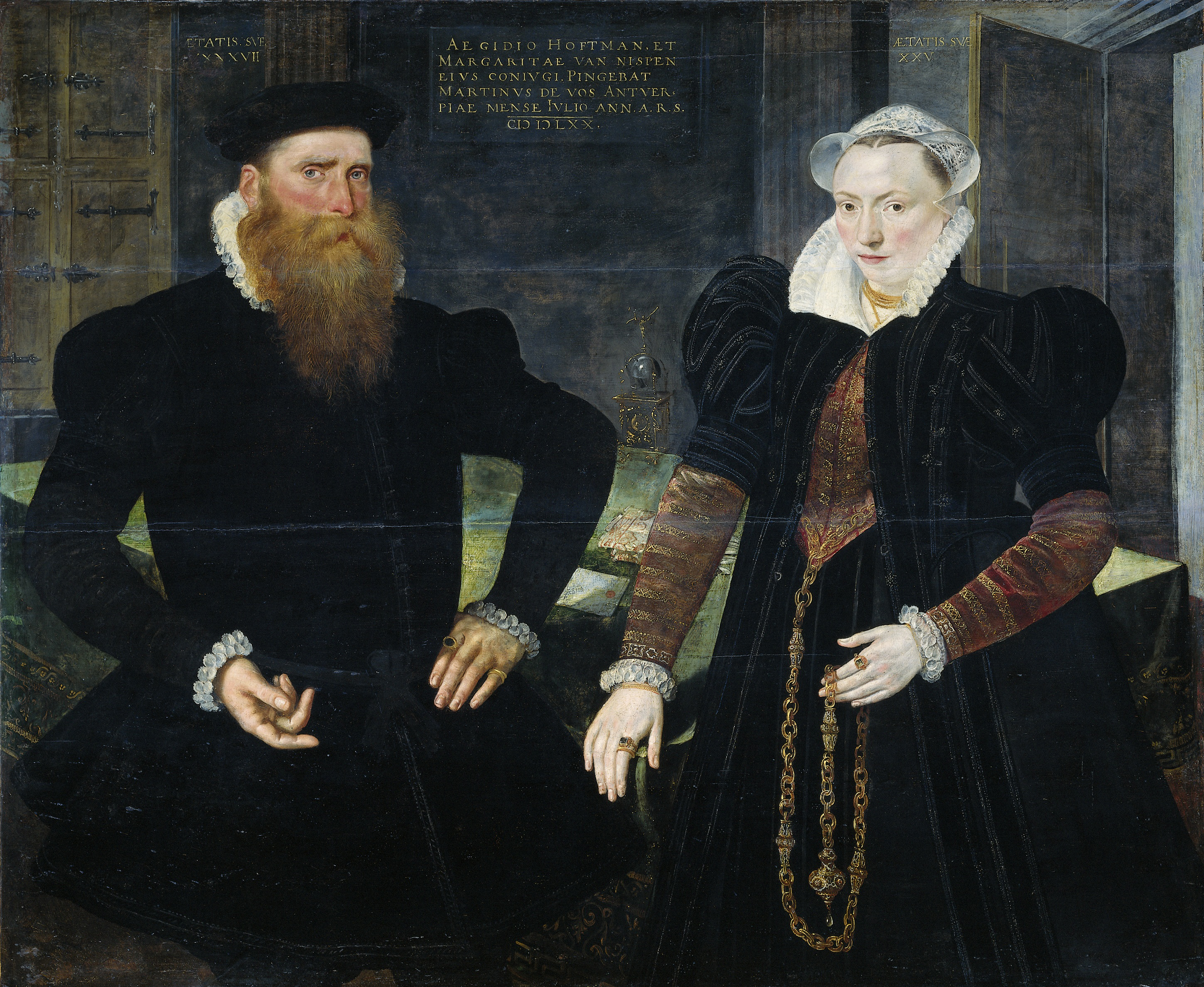
Gillis Hooftman en Margaretha van Nispen, geschilderd portret door Maerten de Vos

Gillis Hooftman (van Eyckelberg), in Duitstalige bronnen: Äegidius Hauptmann (1521, Eupen - 19 januari 1581, Antwerpen) was een invloedrijk koopman, reder, handelaar en bankier afkomstig uit het hertogdom Limburg. Hij was in zijn tijd een van de rijkste burgers van Antwerpen, destijd het handelscentrum van de Spaanse Nederlanden.

## Leven en werk
Gillis Hooftman was de zoon van Erken Arnt (Arnold) Hauptmann († 1545), meier van het laathof in de wijk Stockem in Eupen, en Katharina (Tryntgen) Hoesch. De familie kwam oorspronkelijk uit het Duitse Rijnland; de naam Eichelberg werd in het Limburgs Van Eyckelberg). Deze naam is tevens verbonden aan het hoofdmansleen in Eupen-Stockem en van de "Hauptmannssäulen" in de Hoge Venen (markeringspaaltjes ter oriëntatie in het veenlandschap).
In 1541, op de leeftijd van twintig jaar, trok de onbemiddelde Hooftman naar Antwerpen, waar hij eerst als kleine handelaar begon in de houthandel. Na enkele jaren stichtte hij zijn eigen  handelshuis en bankbedrijf. Hiermee werd hij bekend in heel Europa. Hooftman verzamelde een groep bekwame jonge mensen om zich heen, vaak afkomstig uit zijn familie- of vriendenkring in Eupen. Zo benoemde hij zijn broer Heinrich op een belangrijke positie in zijn onderneming en nam hij in 1554 Johan Radermacher de Oude (1538-1617) in dienst. Deze jongeman uit Eupen, die bekend stond als humanist, trouwde met een nicht van Hooftman en nam in 1567 de leiding op zich van de vestiging in Londen. Ook benoemde Hooftman de bosbouwspecialist (en latere schoonzoon) Peter Panhaus (overleden in Stade ca. 1597) tot zijn partner in de internationale houthandel. Een andere schoonzoon, Antonio Anselmo (1536-1611) uit Walhorn, ondersteunde hij bij het opzetten van een wereldwijd opererende lakenhandel. Anselmo werd later schepen van Antwerpen. Vooral de houthandel bleek voor het handelshuis succesvol, waarbij handelsbetrekkingen zich uitstrekten tot Rusland. Hooftman verwierf na verloop van tijd meerdere handelsschepen. Sommige bronnen melden dat Hooftman op een bepaald moment meer dan honderd schepen bezat. Deze voeren naar havens aan de Oostzee en de Witte Zee, waar Hooftman pionierswerk verrichtte voor de Nederlandse handel, alsmede naar Noord-Afrika.
In 1559 was Hooftman een van de rijkste burgers van Antwerpen. Hij woonde eerst in de Steenstraat, nabij Het Steen. In 1578 verwierf hij het buitengoed Pulhof in Berchem en in 1580 het refugiehuis van de abdij Affligem in de Mattestraat. In hetzelfde jaar verwierf hij het door de Spaanse troepen belegerde en geplunderde waterslot Cleydael en werd hij grondeigenaar van Cleydaal en Aartselaar. Hooftman trad toe tot de lokale politiek en was gedurende vele jaren lid van de raad van Antwerpen.
Als bankier en geldschieter ondersteunde Hooftman personen, wier activiteiten overeenstemden met zijn  denkbeelden. Zo financierde hij in 1570 de eerste uitgave van het Theatrum Orbis Terrarum van Abraham Ortelius, de eerste moderne en commercieel succesvolle verzameling van landkaarten in boekvorm (het begrip ‘atlas’ bestond nog niet). In 1580 ondersteunde hij  de eerste uitgave van de Nieuwe Onderwysinge op de principaelste puncten der Navigatie van de wiskundige Michel Coignet, een traktaat waarin het bepalen van de lengtegraad op zee door middel van een klok werd behandeld. Verder ondersteunde Hooftman de schilder Maerten de Vos, nadat deze in 1558 uit Italië was teruggekeerd, onder andere met het inrichten van zijn atelier. De Vos kreeg diverse opdrachten van Hooftman voor familieportretten en andere schilderijen. In 1559 ontwierp de Nederlandse kunstenaar Steven van Herwijck een medaille met een beeltenis van de 38-jarige Hooftman.

## Geloofsgezindheid
De calvinist Hooftman ondersteunde diverse godsdienstige groepen. Bij de Antwerpse boekdrukker Christoffel Plantijn liet hij 400 Hebreeuwse bijbels drukken, waarvan hij er in 1566 zo'n 200 aan de joodse gemeenschap in Marokko verkocht. Als overtuigde aanhanger van protestantse hervorming zette hij zich in voor de vrijheidsstrijd van Willem van Oranje en de geuzen. In 1566 werden Gillis en zijn broer Heinrich dientengevolge als staatsvijandige protestanten verklikt, maar terwijl Heinrich zonder sporen na te laten verdween, besloot Gillis te blijven. Voor de buitenwereld legde hij de eed van trouw aan de koning af, woonde hij regelmatig de mis bij, ging hij te biecht en hield hij zich aan de vastentijd. In 1569 leverden zijn schepen goederen vanuit Antwerpen aan Spaanse havens. Van de andere kant leverde hij in 1572 in het geheim wapens en munitie aan de burgers van Vlissingen. Na de Spaanse Furie in Antwerpen in 1576 en de daarop volgende Pacificatie van Gent, behoorde Hooftman tot het comité dat zich inzette voor de wederopbouw van de stad.
Openheid en tolerantie ten opzichte van verschillende geloofsovertuigingen blijken ook uit zijn testament, waarin hij bepaalde dat na zijn overlijden een bedrag van 50.000 dukaten gelijk zou worden verdeeld onder de behoeftigen, onafhankelijk van hun confessie. Gillis Hooftman overleed op 59-jarige leeftijd in Antwerpen en werd, net als zijn echtgenote, begraven in de Grote Kerk in Den Haag.

## Huwelijk en nakomelingschap
Gillis Hooftman was driemaal gehuwd, eerst met Maria Petitpas, met wie hij geen kinderen had. Vervolgens huwde hij Anna van Achterhout, dochter van zijn broer Heinrich en diens echtgenote Jeanne Ysebourts. Anna van Achterhout bracht vier kinderen ter wereld. Ten slotte trouwde Hooftman in 1568 in de kathedraal van Antwerpen met Margaretha van Nispen (1545-1598), een zus van de zwager van Peter Paul Rubens. Uit dit huwelijk kwamen zeven kinderen voort, die bij het overlijden van hun vader nog minderjarig waren. In 1570 ontstond het portret in olieverf van het echtpaar Hooftman-Nispen van de schilder Maerten de Vos, dat in het Rijksmuseum Amsterdam wordt tentoongesteld.

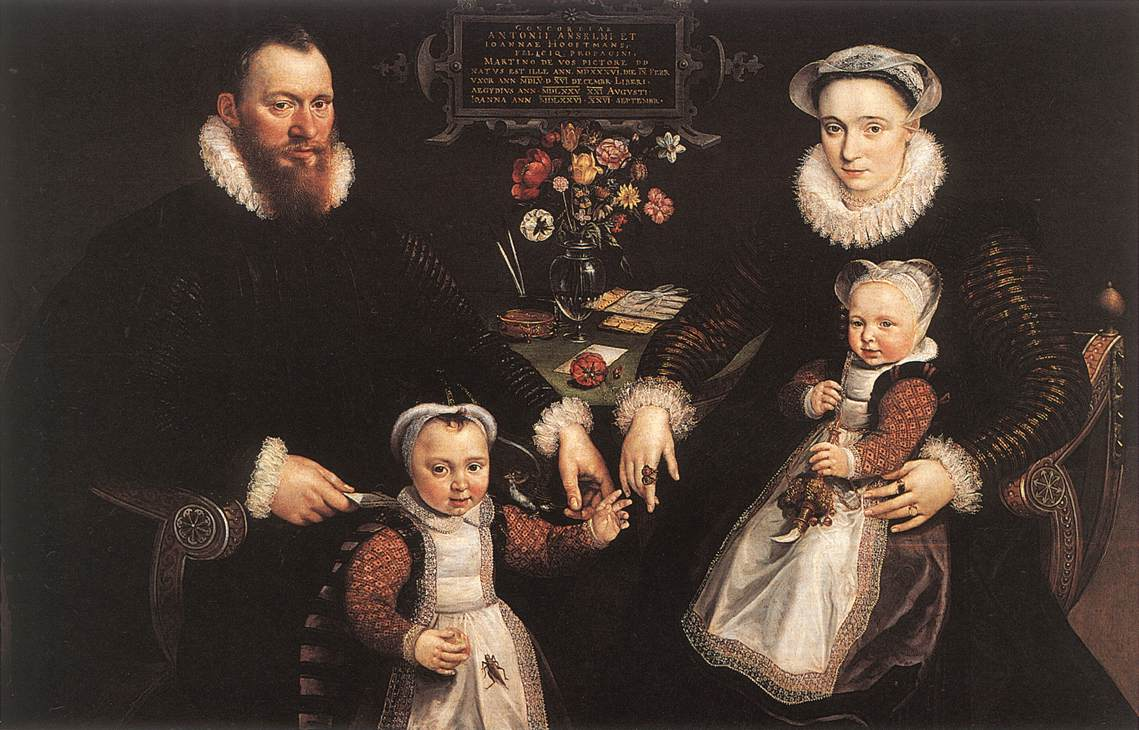
Johanna Hooftman - Antonio Anselmo met twee kinderen, schilderij door Maerten de Vos

De oudste en gelijknamige zoon van Gillis Hooftman uit zijn tweede huwelijk volgde zijn vader op als lid van de gemeenteraad van Antwerpen. Van 1582 tot 1584 was hij schepen en in 1584 lid van de Staten-Generaal in Delft, in die tijd de residentie van Willem van Oranje. Tevens was hij voogd en executeur-testamentair van zijn nog minderjarige halfbroers en halfzusters uit het derde huwelijk van zijn vader. Na de capitulatie van Antwerpen in 1585, toen alle protestanten de stad moesten verlaten vertrok Gillis de Jongere samen met zijn broer Heinrich (overleden in 1631) naar Bremen en hij overleed daar in 1598. Zijn zoon Albert (geboren in 1594 in Bremen, overleden in 1655 in Groningen) vertrok later weer naar Holland, waar hij hoge openbare functies bekleedde en waar hij onder meer gedurende vele jaren burgemeester was van de stad Groningen. Heinrich, de broer van Gillis, ging rond 1588 weer terug naar Antwerpen om de zaken en de bezittingen van zijn vader te beheren. Als gevolg van economische moeilijkheden verloor hij in de daaropvolgende jaren de helft van zijn vrij grote vermogen en moest hij Kasteel Cleydael verkopen. Zijn zuster Johanna huwde bovengenoemde lakenhandelaar Antonio Anselmo. De portretten van het echtpaar werden geschilderd door Marten de Vos en bevinden zich in de Koninklijke Musea voor Schone Kunsten van België in Brussel.
De zonen uit het derde huwelijk  Corneille (overleden in 1632) en Gillis Hooftman-Nispen, die beiden de naam van hun moeder als toevoeging hadden aangenomen werden geridderd. In haar eerste huwelijk trouwde hun zus Anne (1565-1624) met de financier en diplomaat Sir Horatio Palavicino (1540-1600) en vervolgens met de staatsman Sir Oliver Cromwell (overleden in 1655), een oom van Oliver Cromwell de gelijknamige Lordprotector van Engeland, Schotland en Ierland. Hun zussen Margaretha en Beatrix huwden invloedrijke leden van de Nederlandse Adel.